# Giro del Delfinato 1994
Il Giro del Delfinato 1994, quarantaseiesima edizione della corsa, si svolse dal 30 maggio al 6 giugno su un percorso di 1208 km ripartiti in 7 tappe più un cronoprologo, con partenza da Évian-les-Bains e arrivo a Chambéry. Fu vinto dallo svizzero Laurent Dufaux della ONCE davanti al francese Ronan Pensec e al lituano Arturas Kasputis.

## Tappe
| Tappa  | Data      | Percorso                                                | km   | Vincitore di tappa | Leader cl. generale |
| ------ | --------- | ------------------------------------------------------- | ---- | ------------------ | ------------------- |
| Prol.  | 30 maggio | Évian-les-Bains > Évian-les-Bains (cron. individuale)   | 6,7  | Chris Boardman     | Chris Boardman      |
| 1ª     | 31 maggio | Évian-les-Bains > Saint-Priest                          | 224  | Marcel Wüst        | Chris Boardman      |
| 2ª     | 1º giugno | Charbonnières-les-Bains > Aubenas                       | 208  | Emmanuel Magnien   | Jean-Philippe Dojwa |
| 3ª     | 2 giugno  | Romans-sur-Isère > Romans-sur-Isère (cron. individuale) | 38,2 | Chris Boardman     | Chris Boardman      |
| 4ª     | 3 giugno  | Romans-sur-Isère > Échirolles                           | 196  | Emmanuel Magnien   | Chris Boardman      |
| 5ª     | 4 giugno  | Échirolles > Le Collet d'Allevard                       | 173  | Pascal Hervé       | Laurent Dufaux      |
| 6ª     | 5 giugno  | Allevard > Chambéry                                     | 203  | Ronan Pensec       | Laurent Dufaux      |
| 7ª     | 6 giugno  | Chambéry > Chambéry                                     | 157  | Chris Boardman     | Laurent Dufaux      |
| Totale | Totale    | Totale                                                  | 1208 |                    |                     |

## Dettagli delle tappe

### Prologo
- 30 maggio: Évian-les-Bains > Évian-les-Bains (cron. individuale) – 6,7 km

| Pos. | Corridore           | Squadra   | Tempo |
| ---- | ------------------- | --------- | ----- |
| 1    | Chris Boardman      | Gan       | 8'50" |
| 2    | Jean-Philippe Dojwa | Gan       | a 1"  |
| 3    | Emmanuel Magnien    | Castorama | a 2"  |

| Pos. | Corridore           | Squadra   | Tempo |
| ---- | ------------------- | --------- | ----- |
| 1    | Chris Boardman      | Gan       | 8'50" |
| 2    | Jean-Philippe Dojwa | Gan       | a 1"  |
| 3    | Emmanuel Magnien    | Castorama | a 2"  |

### 1ª tappa
- 31 maggio: Évian-les-Bains > Saint-Priest – 224 km

| Pos. | Corridore        | Squadra   | Tempo    |
| ---- | ---------------- | --------- | -------- |
| 1    | Marcel Wüst      | Novemail  | 5h54'47" |
| 2    | Wiebren Veenstra | Collstrop | s.t.     |
| 3    | Emmanuel Magnien | Castorama | s.t.     |

| Pos. | Corridore           | Squadra   | Tempo    |
| ---- | ------------------- | --------- | -------- |
| 1    | Chris Boardman      | Gan       | 6h03'37" |
| 2    | Jean-Philippe Dojwa | Gan       | a 1"     |
| 3    | Emmanuel Magnien    | Castorama | a 2"     |

### 2ª tappa
- 1º giugno: Charbonnières-les-Bains > Aubenas – 208 km

| Pos. | Corridore        | Squadra   | Tempo    |
| ---- | ---------------- | --------- | -------- |
| 1    | Emmanuel Magnien | Castorama | 5h30'36" |
| 2    | Ronan Pensec     | Novemail  | s.t.     |
| 3    | Cezary Zamana    | Kelme     | s.t.     |

| Pos. | Corridore           | Squadra   | Tempo     |
| ---- | ------------------- | --------- | --------- |
| 1    | Jean-Philippe Dojwa | Gan       | 11h34'14" |
| 2    | Emmanuel Magnien    | Castorama | a 1"      |
| 3    | Ronan Pensec        | Novemail  | a 4"      |

### 3ª tappa
- 2 giugno: Romans-sur-Isère > Romans-sur-Isère (cron. individuale) – 38,2 km

| Pos. | Corridore        | Squadra | Tempo   |
| ---- | ---------------- | ------- | ------- |
| 1    | Chris Boardman   | Gan     | 47'27"  |
| 2    | Arturas Kasputis | Chazal  | a 14"   |
| 3    | Laurent Dufaux   | ONCE    | a 1'14" |

| Pos. | Corridore        | Squadra | Tempo     |
| ---- | ---------------- | ------- | --------- |
| 1    | Chris Boardman   | Gan     | 12h21'53" |
| 2    | Arturas Kasputis | Chazal  | a 18"     |
| 3    | Laurent Dufaux   | ONCE    | a 1'14"   |

### 4ª tappa
- 3 giugno: Romans-sur-Isère > Échirolles – 196 km

| Pos. | Corridore        | Squadra   | Tempo    |
| ---- | ---------------- | --------- | -------- |
| 1    | Emmanuel Magnien | Castorama | 5h08'27" |
| 2    | Sean Kelly       | Catavana  | s.t.     |
| 3    | Greg LeMond      | Gan       | s.t.     |

| Pos. | Corridore        | Squadra | Tempo     |
| ---- | ---------------- | ------- | --------- |
| 1    | Chris Boardman   | Gan     | 17h30'20" |
| 2    | Arturas Kasputis | Chazal  | a 18"     |
| 3    | Laurent Dufaux   | ONCE    | a 1'14"   |

### 5ª tappa
- 4 giugno: Échirolles > Le Collet d'Allevard – 173 km

| Pos. | Corridore        | Squadra       | Tempo    |
| ---- | ---------------- | ------------- | -------- |
| 1    | Pascal Hervé     | Festina-Lotus | 5h29'19" |
| 2    | Ronan Pensec     | Novemail      | a 35"    |
| 3    | Richard Virenque | Festina-Lotus | a 1'18"  |

| Pos. | Corridore        | Squadra  | Tempo     |
| ---- | ---------------- | -------- | --------- |
| 1    | Laurent Dufaux   | ONCE     | 23h02'27" |
| 2    | Ronan Pensec     | Novemail | a 55"     |
| 3    | Arturas Kasputis | Chazal   | a 1'11"   |

### 6ª tappa
- 5 giugno: Allevard > Chambéry – 203 km

| Pos. | Corridore        | Squadra       | Tempo    |
| ---- | ---------------- | ------------- | -------- |
| 1    | Ronan Pensec     | Novemail      | 5h33'25" |
| 2    | Richard Virenque | Festina-Lotus | s.t.     |
| 3    | Luc Roosen       | Lotto         | s.t.     |

| Pos. | Corridore        | Squadra  | Tempo     |
| ---- | ---------------- | -------- | --------- |
| 1    | Laurent Dufaux   | ONCE     | 28h35'52" |
| 2    | Ronan Pensec     | Novemail | a 55"     |
| 3    | Arturas Kasputis | Chazal   | a 1'11"   |

### 7ª tappa
- 6 giugno: Chambéry > Chambéry – 157 km

| Pos. | Corridore      | Squadra  | Tempo    |
| ---- | -------------- | -------- | -------- |
| 1    | Chris Boardman | Gan      | 3h44'03" |
| 2    | Ronan Pensec   | Novemail | a 1'58"  |
| 3    | Laurent Dufaux | ONCE     | s.t.     |

| Pos. | Corridore        | Squadra  | Tempo     |
| ---- | ---------------- | -------- | --------- |
| 1    | Laurent Dufaux   | ONCE     | 32h21'53" |
| 2    | Ronan Pensec     | Novemail | a 55"     |
| 3    | Arturas Kasputis | Chazal   | a 1'25"   |

## Classifiche finali

### Classifica generale
| Pos. | Corridore              | Squadra                        | Tempo     |
| ---- | ---------------------- | ------------------------------ | --------- |
| 1    | Laurent Dufaux         | ONCE                           | 32h21'53" |
| 2    | Ronan Pensec           | Novemail-Histor-Laser Computer | a 55"     |
| 3    | Arturas Kasputis       | Chazal-MBK-König               | a 1'25"   |
| 4    | Didier Rous            | Gan                            | a 1'36"   |
| 5    | Pascal Hervé           | Festina-Lotus                  | a 1'39"   |
| 6    | Richard Virenque       | Festina-Lotus                  | a 1'42"   |
| 7    | Ignacio García Camacho | Kelme                          | a 2'31"   |
| 8    | Patrick Jonker         | Novemail-Histor-Laser Computer | a 2'53"   |
| 9    | Éric Caritoux          | Chazal-MBK-König               | a 4'36"   |
| 10   | Christophe Manin       | Chazal-MBK-König               | a 5'08"   |